# Tommaso Rinaldi (cestista)
Tommaso Rinaldi (Rimini, 15 febbraio 1985) è un ex cestista italiano.

## Carriera

### Club
Cresce nelle giovanili del Basket Rimini, con cui debutta in prima squadra nel campionato di Legadue 2001-02 nel primo anno in cui il club adotta la denominazione Crabs. Dopo una seconda stagione a Rimini viene mandato in prestito al Gira Ozzano, a "farsi le ossa" nel campionato di B1. Torna così in casacca riminese nel 2004, rimanendovi fino al febbraio 2006, quando viene nuovamente girato in prestito a Ozzano per la parte finale della stagione.
Dalla stagione 2006-07 entra stabilmente a far parte del quintetto base di Rimini, iniziando da titolare gran parte dei match sotto la guida di Giampiero Ticchi: il suo minutaggio è di quasi 16 minuti di media, durante i quali mette a segno 5,2 punti e cattura 2,7 rimbalzi. La squadra sfiorerà addirittura uno storico ritorno in serie A, poi sfumato all'ultima giornata. La sua importanza nel gioco dei Crabs cresce sempre più, e nella stagione 2008-09, sotto la guida di coach Giancarlo Sacco entra stabilmente nello starting five ed esplode definitivamente con un fatturato medio di 11,1 punti e 5,7 rimbalzi in 28,2 minuti.
Nel luglio 2009 continua a giocare in Legadue firmando un contratto biennale con la Reyer Venezia, con cui mette a referto 6,8 punti e 4,3 rimbalzi a gara nella stagione 2009-2010. Dopo un anno passa alla Pallalcesto Amatori Udine per una stagione da 6,1 punti e 3,9 rimbalzi di media.
Vista anche la scomparsa del club friulano dai campionati professionistici, nell'estate del 2011 è approdato all'Assi Ostuni, neopromossa società pugliese che grazie a un ripescaggio ha potuto debuttare nel campionato di seconda serie nazionale: qui Rinaldi è capitano della formazione gialloblu che chiude al 9º posto e si qualifica per i play-off persi contro Brindisi, ma che in estate è costretta a non iscriversi alla successiva Legadue per problemi economici.

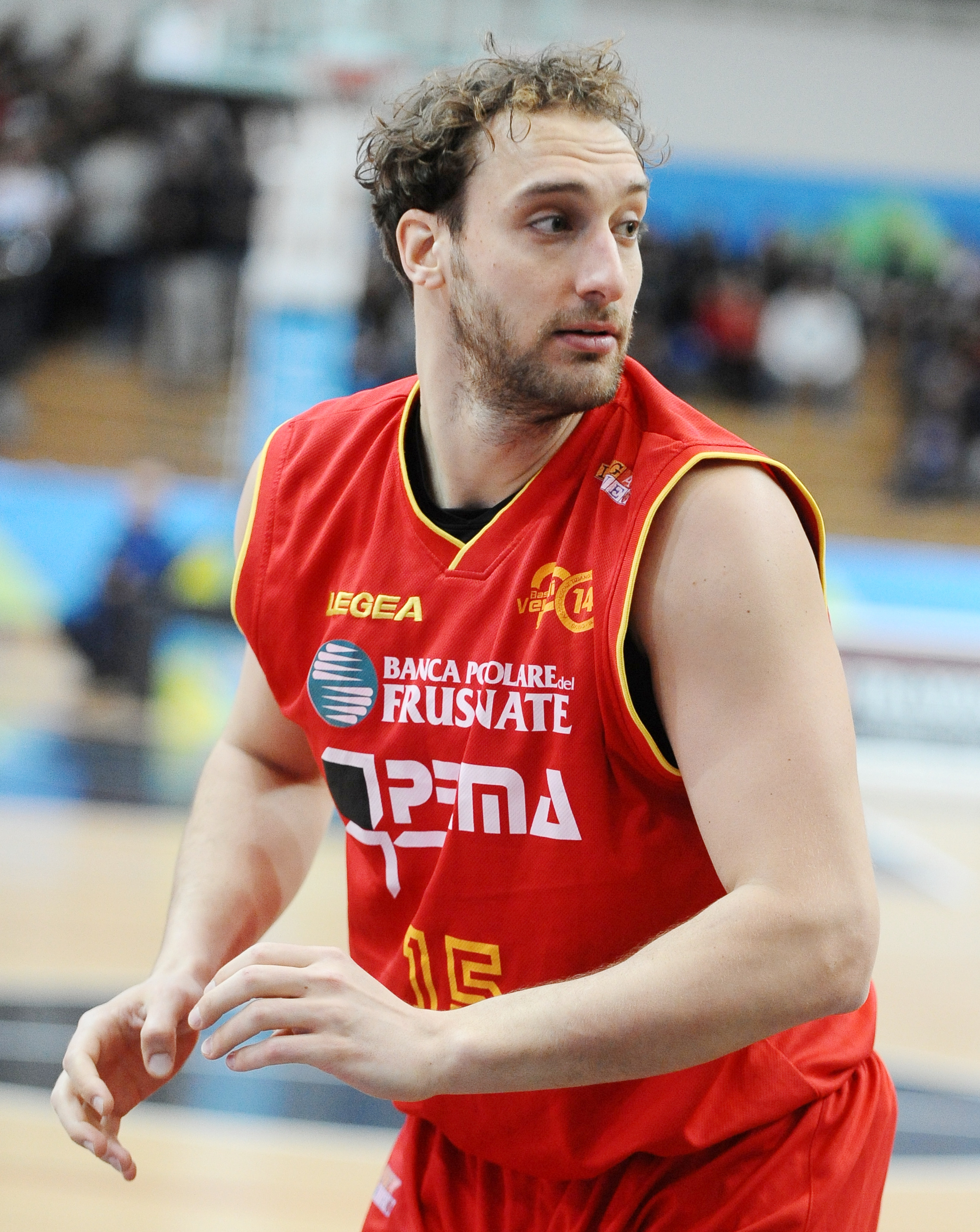
Rinaldi in azione con la canotta di Veroli Basket nel 2013.

Rinaldi continua la sua carriera al Veroli Basket, sempre in Legadue, voluto da Franco Marcelletti che già era stato suo tecnico l'anno precedente a Ostuni. In terra ciociara rimane un'annata, durante la quale colleziona 7,2 punti e 4 rimbalzi a partita in 20,9 minuti di utilizzo.
Nel 2013-14 veste la maglia della Leonessa Brescia firmando un contratto annuale. Con la compagine lombarda Rinaldi fa registrare 10 punti a partita, a cui aggiunge 4,4 rimbalzi.
In vista della stagione 2014-15 viene ingaggiato dall'Universo Treviso Basket, squadra partecipante per la prima volta alla Serie A2 Silver che ha raccolto idealmente l'eredità della Pallacanestro Treviso. A Treviso rimane per tre annate, durante le quali ha viaggiato rispettivamente a 10 punti e 5,6 rimbalzi (2014-2015), 6,9 punti e 5,5 rimbalzi (2015-16) e infine 7,3 punti e 4,3 rimbalzi (2016-17).
Nel 2017 è uscito dal contratto con la formazione trevigiana per riavvicinarsi parzialmente a casa, siglando un accordo biennale con l'Aurora Jesi, sempre nella seconda serie nazionale. Nei due anni a Jesi è capitano e ha un minutaggio maggiore rispetto a quello avuto nelle stagioni precedenti, giocando rispettivamente 32,6 minuti nel 2017-18 (con 12,8 punti e 7,3 rimbalzi) e 30 minuti nel 2018-19 (con 10,7 punti e 6,7 rimbalzi), in una stagione conclusa dalla squadra con la retrocessione in terza serie.
Nel luglio 2019 all'età di 34 anni torna a giocare nella sua città natale firmando un contratto di due anni con Rinascita Basket Rimini (comunemente abbreviata in RBR), società nata l'anno precedente che si apprestava a disputare da neopromossa il suo primo campionato di Serie B. Anche qui capitano, nella regular season 2019-20 produce 12,1 punti e 6,6 rimbalzi in 27 minuti di utilizzo medio, mentre tra prima e seconda fase del torneo 2020-21 ha una media di 9,7 punti e 6,2 rimbalzi in 26,2 minuti di gioco. Entrambe le stagioni dei biancorossi tuttavia si chiudono prematuramente a causa del COVID-19, vista la conclusione anticipata del campionato da parte della Lega nel caso della prima annata e visto il focolaio interno al gruppo che costringe la squadra al ritiro prima dell'inizio delle semifinali play-off nel caso della seconda annata. Il 19 giugno 2022 conquista da capitano la promozione in Serie A2 con Rimini, battendo Roseto per 3-1 nella serie finale play-off. A fine stagione il suo contratto da giocatore non viene rinnovato, tuttavia Rinaldi continua a far parte della società nelle nuove vesti di club manager.

### Nazionale
Dopo aver partecipato alle Universiadi 2005 in Turchia, esordisce con la maglia della Nazionale maggiore il 4 giugno 2008, nell'amichevole di Bassano del Grappa persa per 90-98 contro la Repubblica Ceca. Nell'estate successiva viene incluso tra i dodici convocati di coach Carlo Recalcati per i XVI Giochi del Mediterraneo.